# Windows 3.0
Windows 3.0 je v informatice označení pro již nepodporované grafické uživatelské rozhraní firmy Microsoft vydané 22. května 1990. Jednalo se o 16bitovou nadstavbu operačního systému DOS. Windows se v této verzi staly na IBM PC prvním reálným soupeřem pro počítače Macintoshe od Applu a Amiga od firmy Commodore International. Nástupcem byla série verzí Windows 3.1x. Předchůdcem byla verze Windows 2.1.

## Vlastnosti
Windows 3.0 předčil Windows 2.1x, zejména se zlepšilo uživatelské rozhraní a využití procesorů 80286 a 80386 od Intelu. Programy napsané pro MS-DOS mohly být spuštěny v okně (tato vlastnost již byla obsažena ve Windows/386 2.1, ale jen v omezené formě), což bylo základem multitaskingu. Nebyl však moc vhodný pro domácí použití, neboť většina her a programů byla závislá na čistém DOSu.
Otevírání aplikací za pomoci shellové aplikace MS-DOS Executive nebo případně příkazové řádky bylo nahrazeno otevíráním programů přes zvláštní aplikaci Správce programů (Program Manager), který byl založen na ikonách, čímž se zjednodušilo spouštění programů. MS-DOS Executive jakožto program určený pro práci se soubory byl nahrazen Správcem souborů (File Manager). Příkazový řádek bylo však stále možné použít, neboť byl nadále implementován do systému. Ovládací panel, dříve přístupný jako standardní prohlížecí applet, byl přebudován poté, co vyšel v MacOS. Seskupily se tím konfigurace systému, uživatelského rozhraní a barevného schématu.
Ke stávajícím jednouchým aplikacím zahrnutých ze starších verzí Windows, jako byly například textové editory Notepad a Write, Malování (Paintbrush) či Kalkulačka byly přidány i některé nové aplikace, jako například Makrokamera (Macro recorder), K původní hře Reversi přibyla karetní hra Solitaire.
Ikony a grafika byly navrženy tak, aby využily 16bitový barevný mód. V předchozích verzích byla podporována pouze 8bitová hloubka barev, kvůli spolupráci s monochromatickými grafickými kartami. Ve Windows 3.0 tak bylo možné použít 256 barev, zatímco v předchozích verzích pouze 16 barev.
Windows 3.0 dovolil aplikacím využívat více paměti než DOS. Byl kompatibilní s procesory 8086/8088 až 80286 a 80386. Windows 3.0 se pokoušel sám detekovat mód, ve kterém má běžet, ale také jsme ho mohli donutit k používání námi zvoleného režimu: /r (reálný režim), /s (chráněný režim procesoru 286) a /3 (rozšířený chráněný režim procesorů 386 a novějších). Kvůli možnosti spustit Windows 3.0 v reálném režimu musely být i systémové programy pouze 16bitové, aniž by mohly využít 32bitového procesoru 386.
Byla to první verze Windows, která umožňovala běh programů v chráněném režimu, přestože jádro bylo vylepšenou předchozí verzí jádra pro chráněný režim procesoru 286.
Multimediální verze Windows 3.0 s Multimedia Extensions 1.0 byla vydána později roku 1991. To bylo svázáno s upgradem, který v sobě přinášel ovladače na CD-ROM mechaniku a zvukovou kartu, jako je Sound Blaster Pro. Tato verze byla předzvěstí pro multimediálně funkce dostupné v systému Windows 3.1 a vyšším a byla částí specifikace multimediálního PC od Microsoftu.
Windows 3.0 byla poslední verze která byla stoprocentně kompatibilní se všemi staršími aplikacemi (platilo jen pro 16bitový režim).

## Systémové požadavky
- Procesor: 8086/8088 nebo vyšší
- RAM: 512 KB volné konvenční paměti pro reálný mód, 1 MB pro standardní mód, 2 MB pro rozšířený mód.
- Hard disk: 6 MB
- Grafická karta: CGA, EGA, VGA, Hercules, 8514 (ovladače pro karty EGA a VGA používají instrukce procesoru 80186 - je tedy vyžadován ten, nebo NEC V20)
- 5 1/4 nebo 3 1/2 palcová disketová mechanika

### Paměťové režimy
- Reálný mód – určen pro starší počítače s procesorem nižším než Intel 80286
- Standardní mód – určen pro počítače s procesorem 80286
- 386 Rozšířený mód – určen pro nové procesory Intel 80386 a vyšší

## Multimediální rozšíření
Multimediální rozšíření bylo vydáno na podzim roku 1991 Original Equipment Manufacturers (OEM), hlavně pro podporu sériově vyráběných CD-ROM mechanik a zvukových karet a přidalo základní multimediální podporu pro audio vstup a výstup a CD audio přehrávač jako aplikace do Windows 3.0. Nová multimediální rozšíření ovšem nebyla přístupná v reálném módu.
MME bylo první standardizované rozhraní pro Windows zvuk. Zvukové události přehrávané ve Windows (až do Windows XP) a MIDI I/O využívaly MME. Zařízení uvedená ve Správci zařízení představují MME API ovladače zvukové karty.
MME postrádá mixování kanálů, a proto může být přehráván pouze jeden zvukový tok. MME podporuje sdílení zvukového zařízení k přehrávání mezi více aplikacemi od Windows 2000, až 2 kanály pro nahrávání, 16bitové audio se vzorkovací rychlostí až 44,1 kHz.

## Marketing
Tato verze systému Windows byla první verzí, která byla předinstalovaná na pevné disky při jejich výrobě. Zenith Data Systems dříve dodávala všechny své počítače s Windows 1.0 nebo novější 2.x na disketách, ale brzy po vydání Windows 3.0 je začala předinstalovávat na pevné disky.
Windows 3.0 byl k dispozici jako run-time verze, jako tomu bylo v případě jeho předchůdců.

## Vydané verze

### Řádná vydání
| Verze                                | Datum vydání    |
| ------------------------------------ | --------------- |
| 3.00                                 | 22. květen 1990 |
| 3.00a                                | 31. říjen 1990  |
| 3.0A                                 | 1991–1992       |
| 3.01                                 | březen 1992     |
| Edice s multimediálním rozšířením    |                 |
| 3.00a with Multimedia Extensions 1.0 | 20. října 1991  |